# حجاي
حجَّي (بالعبرية: חַגַּי، Ḥaggay) هو أحد الأنبياء الصغار في العهد القديم من الكتاب المقدس، ويُعرف بدوره المهم في تشجيع اليهود على إعادة بناء الهيكل الثاني في أورشليم بعد العودة من السبي البابلي.

## السياق التاريخي
- الزمن: حوالي سنة 520 ق.م.
- الحقبة: بعد العودة من السبي البابلي (الذي دام نحو 70 عامًا).
- الملك الفارسي: داريوس الأول.
- مكان النشاط: أورشليم (القدس).

كان اليهود قد عادوا إلى أورشليم بعد مرسوم كورش الفارسي عام 538 ق.م. وبدؤوا إعادة بناء الهيكل، لكنهم توقفوا بسبب المعارضة، مما أدى إلى توقف المشروع حوالي 16 سنة. في هذا السياق، ظهر النبي حجَّي.

## مضمون نبوته
سفر حجَّي (يتكون من إصحاحين فقط):
ينقل السفر أربع رسائل نبوية ألقاها النبي حجَّي خلال بضعة أشهر سنة 520 ق.م. كلها تدور حول إعادة بناء الهيكل وتحفيز الشعب على ذلك.
1. دعوة لاستئناف البناء (حجي 1)
- يوبّخ النبي الشعب لأنهم انشغلوا ببناء بيوتهم الخاصة وتركوا بيت الرب خرابًا.
- يُظهر أن الضيق الاقتصادي الذي أصابهم هو نتيجة إهمالهم الروحي.
- يستجيب الشعب، بقيادة زربابل (الحاكم) ويشوع بن يهوصادق (الكاهن الأعظم)، ويبدؤون البناء.

2. تشجيع في مواجهة الإحباط (حجي 2:1-9)
- يخاطب الذين رأوا الهيكل الأول (هيكل سليمان) ويشجعهم لأن مجد هذا الهيكل الثاني سيكون أعظم.
- يتضمن نبوءة مسيانية عند قوله: "وأملأ هذا البيت مجدًا".

3. طهارة الشعب وأهمية الطاعة (حجي 2:10-19)
- يوضح أن البركات تأتي بالطاعة، وليس فقط بأداء الطقوس.
- يشجع الشعب بأن من وقت شروعهم بالبناء سيبدأ الله في مباركتهم.

4. نبوءة لزربابل (حجي 2:20-23)
- يُبشّر بأن الله سيُحدث اضطرابًا في الأمم ويجعل زربابل "خاتمًا" له – إشارة إلى الاختيار الإلهي وربما تلميح مسياني.[5][6]

## مكانته ودوره
- نبي إصلاحي: ركّز على الطاعة والرجوع العملي لله.
- شريك لزكريا: نبوته حدثت في نفس الوقت تقريبًا مع نبوّة النبي زكريا، وكلاهما شجّع الشعب على العمل الروحي والبناء.[7]
- ليس معروفًا خارج السفر: لا توجد معلومات عن نسبه أو تفاصيل حياته الشخصية.[8]

## مكانته في الديانات
- في اليهودية: من الأنبياء الصغار الاثني عشر.
- في المسيحية: يُعتبر نبيًا يعلن مجيء المسيّا؛ يُقرأ سفره في الكنائس الأرثوذكسية والكاثوليكية.[9][10]
- في الإسلام: لم يُذكر بالاسم في القرآن، ولكن يُعتقد أن دوره كأحد أنبياء بني إسرائيل يقع ضمن من أرسلهم الله، ويُحترم كواحد منهم.

## رسالة النبي حجي
- الطاعة لله تُجلب البركة.
- الإهمال الروحي يؤدي إلى الفراغ والصعوبات.
- الله لا ينسى عمل أبنائه ويشجعهم دائمًا.
- بيت الرب له أولوية في حياة المؤمن.

## المصدر
1. ↑  Anchor Bible Dictionary – Edited by David Noel Freedman
2. ↑  "Introduction to the Old Testament" by Raymond B. Dillard and Tremper Longman III
3. ↑  The New Interpreter’s Bible (Vol. 7) – Abingdon Press
4. ↑  العهد القديم، سفر حجّي (حجي إصحاح 1 و2).
5. ↑  "The Minor Prophets: An Exegetical and Expository Commentary" – Thomas Edward McComiskey (Editor)
6. ↑  "Tanakh: The Holy Scriptures" – The Jewish Publication Society
7. ↑  Babilion Talmud, Tractate Megillah 15a
8. ↑  "The Twelve Prophets" by A. Cohen – Soncino Press
9. ↑  "المدخل إلى العهد القديم" – د. منيس عبد النور كتاب عربي يشرح سياق كل سفر، ويحتوي قسمًا عن حجي
10. ↑  "الأنبياء الصغار" – سلسلة دراسات في الكتاب المقدس – القس ميلاد يعقوب